# Rotbach-Route

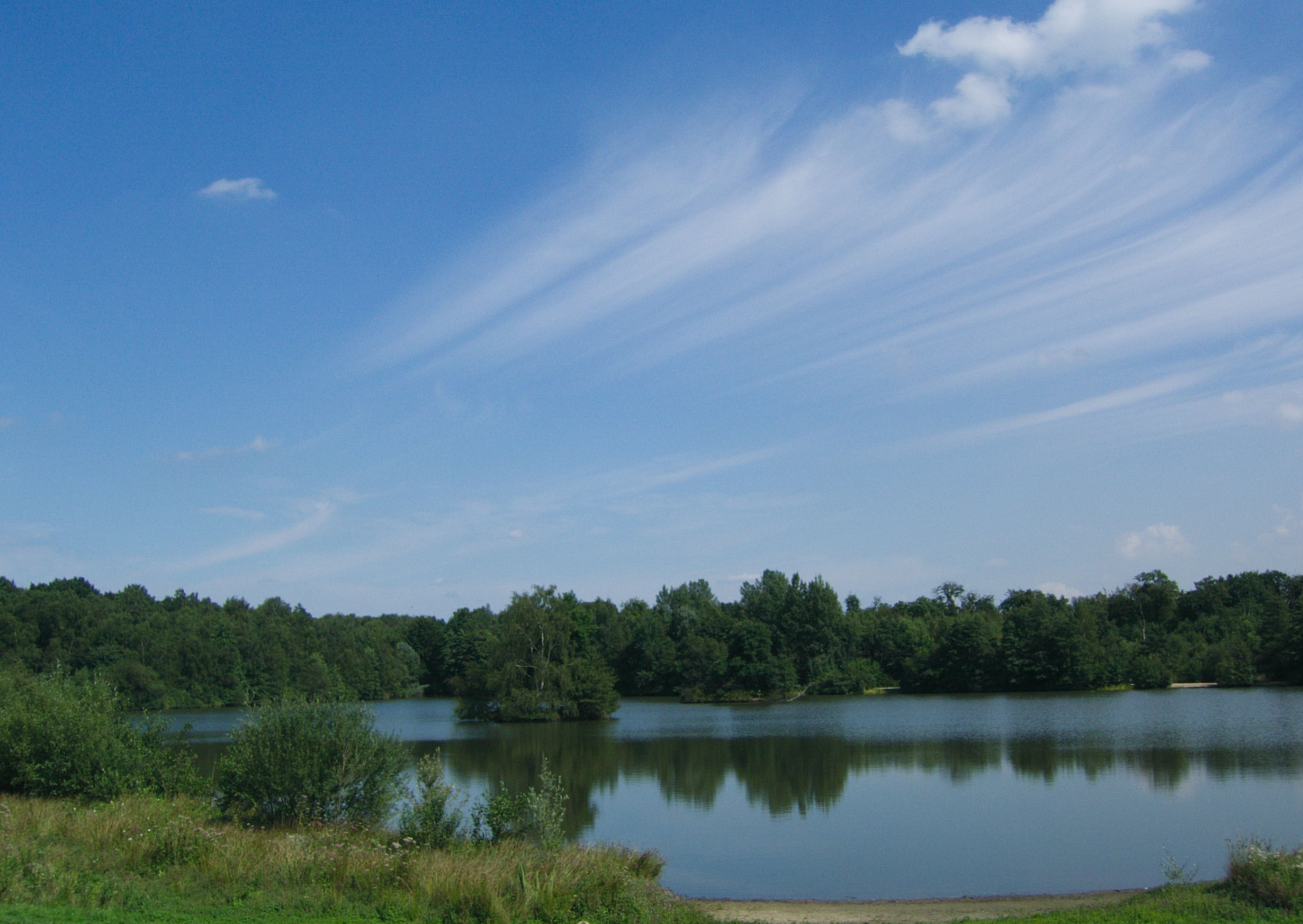
Der Rotbachsee

Die Rotbach-Route ist ein Radwanderweg in Nordrhein-Westfalen. Er verläuft zwischen den Unterläufen von Lippe und Emscher (historisches Territorium Land Dinslaken). Dabei orientiert er sich an den vier Flüssen Rotbach, Rhein, Lippe und Emscher.
Der Weg ist mit dem Titel „Rotbach-Route“ und darunter abgebildeten grünen Pfeil und Fahrrad ausgeschildert. Die Route ist als Rundweg ausgelegt und hat eine Gesamtlänge von 129 Kilometern. Der 18 Kilometer entlang des Rotbachs verlaufende Streckenabschnitt teilt als Mittelachse die Rundroute in eine Nordroute (44 km) und eine Südroute (36 km). Zwischen Friedrichsfeld und Hünxe verläuft die Strecke entlang des Wesel-Datteln-Kanals. Eine alternative Route nach Krudenburg zweigt in der Nähe des Umspannwerks Niederrhein Richtung Norden ab und führt bei Wesel-Obrighoven über die Lippe, die im Sommerhalbjahr mittels einer selbst zu bedienenden Gierseilfähre überquert werden kann.